# Jerónimo Xavierre
Jerónimo Xavierre (né en 1546 à Saragosse en  Espagne et mort le 8 septembre 1608 à Valladolid), est un cardinal espagnol de l'Église catholique créé par le pape Paul V. Il est membre de l'ordre des dominicains.

## Biographie
Issu de la famille Xavierre-Pérez de Casado, il prend l’habit dominicain en 1562. Il fait ses études et commence à enseigner au Collège et au Studium Generale de Tortose, il revient ensuite à Saragosse (vers 1575). En 1578, il est nommé Consulteur et Qualificateur du Saint Office à Saragosse. En 1579, il obtient le titre de « Presentado » en Théologie.
Vers 1581, il commence à enseigner à l’Université de Saragosse et travaille activement à l’organisation institutionnelle de cette dernière. Pendant ces années, il est également nommé prieur du Couvent de Saragosse, et travaille à la fondation du Collège de San Vicente Ferrer. En 1600, il est nommé Provincial d’Aragon, alors que l’Ordre dominicain se trouvait engagé dans les controverses « de auxiliis » à Rome. En 1601, il est élu Maître Général de l’Ordre et se rend à Rome. Son œuvre comme Maître Général fut très importante : réforme de la vie religieuse, intervention dans les controverses « de auxiliis », promotion de l’ordre dans les Amériques, développement de la liturgie et de l’historiographie dominicaine.
Le pape Paul V le crée cardinal lors du consistoire du 10 décembre 1607. Il ne reçut jamais son titre.